# كيشونبور
كيشونبور (بالإنجليزية: Kishunpur) هي بلدة ووحدة محلية في مقاطعة فاتحبور وفي منطقة كهاغا التابعة للمقاطعة في ولاية أتر برديش الهندية.

## التركيبة السكانية
حسب تعداد السكان لدولة الهند لعام 2011، بلغ عدد سكان كيشونبور 7,000 نسمة، حيث بلغ عدد الذكور 3,671 وعدد الإناث 3,329، مما يجعل متوسط نسبة الجنس في كيشونبور907. وتشير الإحصائيات إلى أن نسبة التعليم في كيشونبور هي 65.60%، وبالتالي تكون أقل من نسبة التعليم في مقاطعة فاتحبور البالغة نحو 67.4%. وتبلغ نسبة تعليم الذكور في كيشونبور 75.19%، بينما تبلغ نسبة تعليم الإناث 54.9%.

## أنظر أيضا
- كيشونبور ، قرية في جونبور ، الهند